# Oliver Law
Pour les articles homonymes, voir Law.
Oliver Law, né le 23 octobre 1900 au Texas et mort le 10 juillet 1937 à Villaviciosa de Odón, en Espagne, est un syndicaliste et communiste afro-américain. Il combat pendant la guerre d'Espagne du côté des Républicains. Il est engagé dans les Brigades internationales au sein de la brigade Abraham Lincoln, dont il prend le commandement pendant quatre jours. Oliver Law est le premier Américain noir à avoir commandé des blancs au combat,,. Il est tué au cours d'un assaut.

## Biographie

### Jeunesse
Né au Texas, Oliver Law rejoint l'armée américaine en 1919. Il y reste jusqu'en 1925 en servant comme soldat dans le 24e d'infanterie, un détachement afro-américain affecté à la frontière mexicaine.

### Engagement politique et syndical
Après avoir quitté l'armée, oliver Law rejoint Bluffton dans l'Indiana où il travaille dans une cimenterie. Il part ensuite pour Chicago où il devient chauffeur de taxi pour la Yellow Cab Company. Durant la Grande Dépression, il trouve un emploi de docker et rejoint l'International Longshoreman's Association. Il tente ensuite sa chance en ouvrant un restaurant, mais l'entreprise échoue. Il trouve finalement un emploi via la Work Projects Administration, l'agence fédérale instituée pour la réalisation de grands travaux dans le cadre du New Deal. En 1932, Law rejoint l'International Labor Defense et le Parti communiste. Il devient très actif dans le mouvement de défense des chômeurs.
En 1935, Law travaille avec Harry Haywood (en) afin d'organiser des manifestations dénonçant l'occupation italienne de l'Éthiopie à la suite de la seconde guerre italo-éthiopienne. Le 31 août, lors d'une manifestation à Chicago, il est arrêté alors qu'il s'adresse à la foule.
Law se marie avec Corrine Lightfoot, sœur du meneur régional du parti communiste Claude Lightfoot (en).

### Guerre d'Espagne
En 1936, Oliver Law rejoint la Brigade Abraham Lincoln. Il arrive en Espagne le 16 janvier 1937 pour combattre auprès des Républicains espagnols contre les insurgés nationalistes. Il commence par servir comme chef de groupe au sein d'une compagnie de mitrailleurs engagée sur la ligne de front du Jarama, près de Madrid. Après avoir échoué à prendre Madrid par un assaut frontal, le général nationaliste Francisco Franco donne l'ordre de couper la route qui relie la ville au reste de l'Espagne tenu par les Républicains. Le 11 février 1937, une force nationaliste de 40 000 hommes traverse la rivière du Jarama. Le général républicain José Miaja envoie les Brigades Internationales dans la vallée du Jarama afin de bloquer l'avance des troupes nationalistes. Le 17 février, Oliver Law est confronté aux combats pour la première fois. Après la retraite du 27, il est promu chef de section. Deux semaines plus tard, il est fait commandant de la compagnie de mitrailleurs après le décès de son supérieur avec le grade de capitaine.
Son commandant de bataillon, Martin Hourihan, reconnaît les capacités d'Oliver Law et souhaite l'envoyer dans une école d'officiers. Alors que ce même Hourihan est souffrant, Law est choisi pour le remplacer temporairement. Après le transfert définitif de Hourihan vers une section non combattante, Law est choisi pour mener la Brigade Abraham Lincoln durant les premiers jours de la bataille de Brunete. Au début de juillet 1937, le gouvernement républicain lance une attaque massive pour libérer la route de Madrid. Le général Vicente Rojo Lluch envoie l'armée républicaine à Brunete et parvient à défier les troupes nationalistes pour le contrôle des environs à l'ouest de Madrid. Les 80 000 soldats républicains commencent par progresser, mais sont finalement stoppés lorsque Francisco Franco lance ses forces de réserve dans la bataille.
Les Brigades internationales subissent de lourdes pertes lors de cette bataille. Oliver Law lui-même est tué le 10 juillet 1937 alors qu'il mène ses hommes à l'assaut du Cerro del Mosquito, une colline au nord de Villaviciosa de Odón, à la limite de Boadilla del Monte.

## Hommage
Cinquante ans après sa mort, la mémoire d'Oliver Law est saluée par le maire de Chicago Harold Washington, lorsque celui-ci décrète le 21 novembre "Jour de la Brigade Abraham Lincoln et d'Oliver Law".